# Eno Steiner
Eno Steiner (Criciúma, 13 de fevereiro de 1946 – Criciuma, 17 de fevereiro de 2020) foi um político brasileiro.
Nas eleições de 1978 foi candidato a deputado estadual para a Assembleia Legislativa de Santa Catarina pela Aliança Renovadora Nacional (ARENA), obtendo 12.262 votos, ficando na primeira suplência de seu partido. Foi convocado e tomou posse na 9ª Legislatura (1979-1983).
Morreu dia 17 de fevereiro de 2020, aos 74 anos. Era portador de fibrose pulmonar idiopática e estava internado desde sábado (15), no Hospital São João Batista em Criciúma.